# Pablo Kukartsev
Pablo Sergio Kukartsev (Buenos Aires, 25 marzo 1993) è un pallavolista argentino, opposto della Lube.

## Biografia
Nato Pavel Kukarcev, è figlio degli ex pallavolisti Sergej Kukarcev e Mila Koukartseva

## Carriera

### Club
La carriera di Pablo Kukartsev inizia in Spagna, giocando a livello giovanile prima nel Mediterráneo e poi nel Numancia. Nella stagione 2009-10 gioca in Superliga 2 de Voleibol Masculina con L'Illa-Grau, centrando la promozione in Superliga de Voleibol Masculina, partecipando dalla stagione 2011-12.
Nel campionato 2013-14 gioca nella Liga Argentina de Voleibol col Puerto San Martín, trasferendosi nel campionato seguente al Ciudad, approdando quindi al Bolívar nella stagione 2015-16 e restandovi per due annate, vincendo la Coppa Máster 2015 e lo scudetto 2016-17. Nella stagione 2017-18 gioca in Russia, partecipando alla Superliga col Samotlor; nel febbraio 2018, poco prima della conclusione degli impegni col club russo, si trasferisce in Francia, dove partecipa alla Ligue B col Cannes, centrando la promozione in Ligue A.
Rientra nel massimo campionato spagnolo a partire dalla stagione 2018-19, dapprima ritornando al club di Castellón de la Plana, poi all'Almería nell'annata seguente e quindi al Guaguas per il campionato 2020-21, durante il quale si aggiudica la Coppa del Re e lo scudetto; sempre in Superliga, nella stagione 2021-22 è nuovamente all'Almería, conquistando ancora il campionato.
Nell'annata 2022-23 si accasa al Roeselare, nella Liga A belga, con cui vince la Supercoppa, la Coppa del Belgio e lo scudetto, mentre nella stagione successiva milita nella Ligue A francese con il Tourcoing, dove resta per due annate coronata con la vittoria della Coppa di Francia 2024-25, prima di approdare in Italia per il campionato 2025-26, alla Lube, in Superlega.

### Nazionale
Nel 2014 è nella selezione argentina under 23, aggiudicadonsi l'argento al campionato sudamericano 2014, dove viene premiato come miglior opposto.
Nel 2013 esordisce nella nazionale argentina, vincendo nello stesso anno, la medaglia d'argento al campionato sudamericano, a cui segue, il bronzo alla Coppa Panamericana 2014 e l'argento al campionato sudamericano 2015. Nel 2023 conquista la medaglia d'oro al campionato continentale.

## Palmarès

### Club
- Campionato argentino: 1

2016-17
- Campionato spagnolo: 2

2020-21, 2021-22
- Campionato belga: 1

2022-23
- Coppa Máster: 1

2015
- Coppa del Re: 1

2020-21
- Coppa del Belgio: 1

2022-23
- Coppa di Francia: 1

2024-25
- Supercoppa belga: 1

2022

### Nazionale (competizioni minori)
- Coppa Panamericana 2014
- Campionato sudamericano under 23 2014

### Premi individuali
- 2014 - Campionato sudamericano under 23: Miglior opposto
- 2021 - Coppa del Re: MVP